# Seguring
Seguring is een bestuurslaag in het regentschap Rejang Lebong van de provincie Bengkulu, Indonesië. Seguring telt 897 inwoners (volkstelling 2010).